# Manning (Oberösterreich)
Manning ist eine Gemeinde in Oberösterreich im Bezirk Vöcklabruck  im Hausruckviertel mit 782 Einwohnern (Stand 1. Jänner 2024). Die Gemeinde liegt im Gerichtsbezirk Vöcklabruck.

## Geografie
Manning  liegt auf rund 500 m Höhe im Hausruckviertel, bewaldete Hügel im Osten sind 550 Meter hoch. Die Entwässerung erfolgt durch den Ottnanger Redlbach. Die Ausdehnung beträgt von Nord nach Süd 4,1 Kilometer und von West nach Ost 5,3 Kilometer. Die Gesamtfläche beträgt zehn Quadratkilometer. Zwanzig Prozent der Fläche sind bewaldet und siebzig Prozent werden landwirtschaftlich genutzt.

### Gemeindegliederung
Das Gemeindegebiet umfasst folgende Ortschaften (in Klammern Einwohnerzahl Stand 1. Jänner 2024):
- Au (46)
- Furtpoint (56)
- Gasteig (11)
- Hofmanning (15)
- Kreuth (32)
- Lehen (17)
- Manning (117)
- Moos (54)
- Schachen bei Furtpoint (21)
- Schachen bei Wolfshütte (10)
- Scharedt (32)
- Starling (17)
- Stocket (41)
- Vornbuch (23)
- Wolfshütte (261)
- Zaun (29)

### Nachbargemeinden
|                     | Wolfsegg am Hausruck                        |           |
| Ottnang am Hausruck | Kompassrose, die auf Nachbargemeinden zeigt | Atzbach   |
| Ungenach            | Pilsbach                                    | Rutzenham |

## Geschichte
Ursprünglich im Ostteil des Herzogtums Bayern liegend, gehörte der Ort seit dem 12. Jahrhundert zum Herzogtum Österreich. Seit 1490 wird er dem Fürstentum Österreich ob der Enns zugerechnet.
Während der Napoleonischen Kriege war der Ort mehrfach besetzt.
Seit 1918 gehört der Ort zum Bundesland Oberösterreich. Nach dem Anschluss Österreichs an das Deutsche Reich am 13. März 1938 gehörte der Ort zum Gau Oberdonau. 1945 erfolgte die Wiederherstellung Oberösterreichs.
Die Gemeinde war bis Ende 2004 Teil des Gerichtsbezirks Schwanenstadt und wurde per 1. Jänner 2005 Teil des Gerichtsbezirks Vöcklabruck.

## Wirtschaft und Infrastruktur

### Wirtschaftssektoren
Manning ist eine landwirtschaftlich geprägte Gemeinde. Von den 34 landwirtschaftlichen Betrieben des Jahres 2010 waren 16 Haupterwerbsbauern. Diese bewirtschafteten fast zwei Drittel der Flächen. Im Produktionssektor waren vierzehn Erwerbstätige im Bereich Warenherstellung und sieben im Baugewerbe beschäftigt. Die wichtigsten Arbeitgeber im Dienstleistungssektor waren die Bereiche freiberufliche Dienstleistungen (10), soziale und öffentliche Dienste (8) und der Handel (8 Mitarbeiter).
| Wirtschaftssektor            | Anzahl Betriebe | Anzahl Betriebe | Erwerbstätige | Erwerbstätige |
| Wirtschaftssektor            | 2011            | 2001            | 2011          | 2001          |
| ---------------------------- | --------------- | --------------- | ------------- | ------------- |
| Land- und Forstwirtschaft 1) | 34              | 47              | 28            | 60            |
| Produktion                   | 7               | 4               | 21            | 18            |
| Dienstleistung               | 20              | 9               | 38            | 24            |

1) Betriebe mit Fläche in den Jahren 2010 und 1999
| Im Jahr 2011 lebten 400 Erwerbstätige in Manning. Davon arbeiteten 57 in der Gemeinde, 85 Prozent pendelten aus. - Eisenbahn: Manning liegt an der Bahnlinie von Ried nach Attnang-Puchheim mit einem Bahnhof in Wolfshütte. | Hier fehlt eine Grafik, die leider im Moment aus technischen Gründen nicht angezeigt werden kann. Wir arbeiten daran! |

## Politik

### Gemeinderat
Der Gemeinderat hat 13 Mitglieder.
- Mit den Gemeinderats- und Bürgermeisterwahlen in Oberösterreich 2003 hatte der Gemeinderat folgende Verteilung: 10 ÖVP und 3 SPÖ.
- Mit den Gemeinderats- und Bürgermeisterwahlen in Oberösterreich 2009 hatte der Gemeinderat folgende Verteilung: 10 ÖVP und 3 SPÖ.
- Mit den Gemeinderats- und Bürgermeisterwahlen in Oberösterreich 2015 hatte der Gemeinderat folgende Verteilung: 13 ÖVP.
- Mit den Gemeinderats- und Bürgermeisterwahlen in Oberösterreich 2021 hat der Gemeinderat folgende Verteilung: 13 ÖVP.

### Bürgermeister
Bürgermeister seit 1850 waren:
- 1850–1858 Joseph Samer
- 1858–1861 Johann Neudorfer
- 1861–1864 Johann Stockinger
- 1864–1867 Lorenz Sterer
- 1867–1870 Franz Hummer
- 1870–1873 Mathias Haidinger
- 1873–1876 Michael Rebham
- 1876–1879 Simon Kainmair
- 1879–1885 Leopold Neudorfer
- 1885–1894 Josef Stadlbauer
- 1894–1897 Johann Holzleithner
- 1897–1900 Josef Rebhan
- 1900–1903 Josef Holzinger
- 1903–1906 Anton Mayr
- 1906–1909 Ferdinand Humer
- 1909–1912 Alois Mairinger
- 1912–1919 Josef Neudorfer
- 1919–1922 Michael Schachinger
- 1922–1924 Josef Winroither
- 1924–1929 Samuel Stadlbauer
- 1929–1933 Johann Rebhan
- 1933–1942 Karl Mairinger
- 1942–1945 Ignaz Mooshammer
- 1945–1948 Franz Daxl
- 1948–1949 Rupert Baldinger
- 1949–1955 Rudolf Holzinger
- 1955–1967 Franz Eichmair
- 1967–1979 Herbert Ploy
- 1979–2015 Josef Brandmayr (ÖVP)
- seit 2015 Gerhard Gründlinger (ÖVP)

### Wappen
Blasonierung: „Von Grün und Blau durch einen silbernen Wellenstab gespalten; links pfahlweise drei goldene Schlüsselblumenblüten, rechts aus einem goldenen Kornmandl wachsend ein goldenes Patriarchenkreuz mit Kleeblattenden.“
Die Gemeindefarben sind Blau-Weiß.
Das 1986 verliehene Gemeindewappen verweist mit den Schlüsselblumen auf den landwirtschaftlichen Charakter der Gemeinde, die Dreizahl steht für die Zugehörigkeit des Gemeindegebietes zu drei Pfarren (Atzbach, Ottnang, Ungenach). Doppelkreuz und Getreidegarbe symbolisieren die Kreuthererkapelle, die 1766 zum Andenken an den dort verunglückten Bauern Balthasar Humer errichtet wurde, und deren Dach die Form eines Kornmandls hat. Der Wellenstab steht für den Ottnanger Redlbach, der das Gemeindegebiet von Norden nach Süden durchfließt.

## Persönlichkeiten
- Josef Brandmayr (* 1950), Altbürgermeister und ehem. Landtagsabgeordneter (ÖVP)